# Knee-Deep in the North Sea
Knee-Deep in the North Sea è l'album di debutto del gruppo jazz inglese Portico Quartet, pubblicato dalla Babel Label nel 2007. È stato seguito da una deluxe edition con 3 tracce addizionali.

## Tracce
Compact disc
1. News From Verona – 4:24
2. (Something's Going Down on) Zavodovski Island – 4:22
3. Knee-Deep In The North Sea – 4:52
4. Too Many Cooks – 5:32
5. Steps In The Wrong Direction – 6:09
6. Monsoon: Top To Bottom – 4:14
7. The Kon Tiki Expedition – 4:29
8. Cittàgazze – 4:47
9. Pompidou – 3:08
10. All the Pieces Matter (live) – 5:18
11. Knee-Deep in the North Sea (live at Copenhagen Jazz Festival) – 6:10
12. Steps in the Wrong Direction (live at Copenhagen Jazz Festival) – 8:07

Durata totale: 61:32

## Formazione
- Jack Wyllie - sassofono
- Milo Fitzpatrick - contrabbasso
- Duncan Bellamy - percussioni
- Nick Mulvey - hang